# Державний музично-педагогічний інститут імені М. М. Іпполітова-Іванова

Державний музично-педагогічний інститут імені М. М. Іпполітова-Іванова

Державний музично-педагогічний інститут імені М. М. Іпполітова-Іванова (рос. Государственный музыкально-педагогический институт имени М. М. Ипполитова-Иванова, ГМПИ) — вищий музично-педагогічний навчальний заклад в Москві.

## Історія
В 1919 році в Москві відкрилася народна музична школа № 4. В 1923 році їй було присвоєно ім'я М. М. Іпполітова-Іванова - протягом попередніх п'яти років ректора Московської консерваторії, що надавав школі значну допомогу. В кінці 1920-х відбувся поділ на школу та училище. В 1961 році в училищі було відкрито перше в СРСР відділення народного співу. В 1986 році навчальний заклад отримав статус Вищого музичного училища. Нарешті, в 1995 році воно було перетворено в Державний музично-педагогічний інститут імені М. М. Іпполітова-Іванова, перейшовши таким чином з московського підпорядкування у федеральне. В 1999 році почала функціонувати аспірантура.

## Кафедри
- Фортепіано, орган
- Оркестрові струнні інструменти
- Оркестрові духові та ударні інструменти
- Оркестрові народні інструменти
- Диригування академічним хором
- Академічний спів
- Спів народне
- Теорія музики
- Музикознавство і композиція
- Оперно-симфонічне диригування
- Сучасне виконавське мистецтво
- Кафедра загальногуманітарних і соціально-економічних дисциплін
- Кафедра філософії
- Кафедра іноземних мов
- Відділ концертмейстерської майстерності кафедри «Фортепіано. Орган»

## Відомі випускники
Серед випускників цього закладу - відомі артисти російської естради - 
Людмила Зикіна, Олександр Малінін, Алла Пугачова, Михайло Шуфутинський.